# Rostislav Klesla
Rostislav Klesla (né le 21 mars 1982 à Nový Jičín en Tchécoslovaquie aujourd'hui ville de République tchèque) est un joueur professionnel tchèque de hockey sur glace. Il évolue au poste de défenseur.

## Biographie

### Carrière en club
Rostislav est le tout premier joueur à avoir été sélectionné par les Blue Jackets de Columbus après l'entrée de la franchise dans la LNH lors du repêchage d'expansion de la LNH 2000. Il a été sélectionné en tant quatrième choix au total lors du premier tour du repêchage d'entrée dans la LNH 2000. 
Il passe neuf saisons avec les Blue Jackets avant d'être échangé le 28 février 2011 avec Dane Byers aux Coyotes de Phoenix contre Sami Lepistö et Scottie Upshall.
Le 5 mars 2014, date limite des transactions dans la LNH, il passe aux mains des Capitals de Washington dans un échange qui envoie l'attaquant Martin Erat aux Coyotes. Klesla est cependant échangé à nouveau au cours de la même journée, quittant alors avec le gardien de but Michal Neuvirth pour les Sabres de Buffalo en retour du gardien Jaroslav Halák et du choix de troisième ronde au repêchage de 2015. Il refuse de se rapporter au club-école des Sabres, les Americans de Rochester, et déclare qu'il souhaite poursuivre sa carrière en Europe, se voyant donc être suspendu par les Sabres.
Ayant mis un terme à sa carrière dans la LNH, il retourne dans son pays natal en signant avec le HC Oceláři Třinec le 25 juin 2014.

### Carrière internationale
Il a représenté la République tchèque au niveau international.

## Statistiques

### En club
| Saison     | Équipe                   | Ligue      |     | Saison régulière | Saison régulière | Saison régulière | Saison régulière | Saison régulière |   | Séries éliminatoires | Séries éliminatoires | Séries éliminatoires | Séries éliminatoires | Séries éliminatoires |
| Saison     | Équipe                   | Ligue      | PJ  | B                | A                | Pts              | Pun              | PJ               | B | A                    | Pts                  | Pun                  |                      |                      |
| 1998-1999  | Musketeers de Sioux City | USHL       | 54  | 4                | 12               | 16               | 100              | 5                | 2 | 0                    | 2                    | 2                    |                      |                      |
| 1999-2000  | Battalion de Brampton    | LHO        | 67  | 16               | 29               | 45               | 174              | 6                | 1 | 1                    | 2                    | 21                   |                      |                      |
| 2000-2001  | Battalion de Brampton    | LHO        | 45  | 18               | 36               | 54               | 59               | 9                | 2 | 9                    | 11                   | 26                   |                      |                      |
| 2000-2001  | Blue Jackets de Columbus | LNH        | 8   | 2                | 0                | 2                | 6                | -                | - | -                    | -                    | -                    |                      |                      |
| 2001-2002  | Blue Jackets de Columbus | LNH        | 75  | 8                | 8                | 16               | 74               | -                | - | -                    | -                    | -                    |                      |                      |
| 2002-2003  | Blue Jackets de Columbus | LNH        | 72  | 2                | 14               | 16               | 71               | -                | - | -                    | -                    | -                    |                      |                      |
| 2003-2004  | Blue Jackets de Columbus | LNH        | 47  | 2                | 11               | 13               | 27               | -                | - | -                    | -                    | -                    |                      |                      |
| 2004-2005  | HC Vsetín                | Extraliga  | 41  | 7                | 17               | 24               | 136              | -                | - | -                    | -                    | -                    |                      |                      |
| 2004-2005  | HC Nový Jičín            | 2. liga    | 2   | 0                | 1                | 1                | 2                | -                | - | -                    | -                    | -                    |                      |                      |
| 2005-2006  | Blue Jackets de Columbus | LNH        | 51  | 6                | 13               | 19               | 75               | -                | - | -                    | -                    | -                    |                      |                      |
| 2006-2007  | Blue Jackets de Columbus | LNH        | 75  | 9                | 13               | 22               | 105              | -                | - | -                    | -                    | -                    |                      |                      |
| 2007-2008  | Blue Jackets de Columbus | LNH        | 82  | 6                | 12               | 18               | 60               | -                | - | -                    | -                    | -                    |                      |                      |
| 2008-2009  | Blue Jackets de Columbus | LNH        | 34  | 1                | 8                | 9                | 38               | 4                | 0 | 1                    | 1                    | 0                    |                      |                      |
| 2009-2010  | Blue Jackets de Columbus | LNH        | 26  | 2                | 6                | 8                | 26               | -                | - | -                    | -                    | -                    |                      |                      |
| 2010-2011  | Blue Jackets de Columbus | LNH        | 45  | 3                | 7                | 10               | 26               | -                | - | -                    | -                    | -                    |                      |                      |
| 2010-2011  | Coyotes de Phoenix       | LNH        | 16  | 1                | 0                | 1                | 12               | 4                | 0 | 0                    | 0                    | 7                    |                      |                      |
| 2011-2012  | Coyotes de Phoenix       | LNH        | 65  | 3                | 10               | 13               | 54               | 15               | 2 | 6                    | 8                    | 4                    |                      |                      |
| 2012-2013  | HC Oceláři Třinec        | Extraliga  | 18  | 0                | 1                | 1                | 30               | -                | - | -                    | -                    | -                    |                      |                      |
| 2012-2013  | Coyotes de Phoenix       | LNH        | 38  | 2                | 6                | 8                | 22               | -                | - | -                    | -                    | -                    |                      |                      |
| 2013-2014  | Coyotes de Phoenix       | LNH        | 25  | 1                | 3                | 4                | 24               | -                | - | -                    | -                    | -                    |                      |                      |
| 2013-2014  | Pirates de Portland      | LAH        | 21  | 3                | 6                | 9                | 16               | -                | - | -                    | -                    | -                    |                      |                      |
| 2014-2015  | HC Oceláři Třinec        | Extraliga  | 41  | 5                | 8                | 13               | 44               | 16               | 0 | 3                    | 3                    | 16                   |                      |                      |
| 2015-2016  | HC Oceláři Třinec        | Extraliga  | 33  | 1                | 6                | 7                | 16               | -                | - | -                    | -                    | -                    |                      |                      |
| Totaux LNH | Totaux LNH               | Totaux LNH | 659 | 48               | 111              | 159              | 620              | 23               | 2 | 7                    | 9                    | 11                   |                      |                      |

### En équipe nationale
| Année | Compétition                 |   | PJ | B | A | Pts | Pun           |  | Résultat |
| 2001  | Championnat du monde junior | 7 | 3  | 4 | 7 | 4   | Médaille d'or |  |          |
| 2002  | Championnat du monde        | 7 | 1  | 2 | 3 | 2   | 5e place      |  |          |
| 2007  | Championnat du monde        | 4 | 1  | 0 | 1 | 8   | 7e place      |  |          |

## Trophées et honneurs personnels
- 1999-2000 : nommé dans l'équipe d'étoiles des recrues de la Ligue canadienne de hockey
- 2001-2002 : nommé dans l'équipe d'étoiles des recrues de la LNH.